# Santa Catarina (Nuevo León)
Ciudad Santa Catarina is een stad in de deelstaat Nuevo León in Mexico. Het behoort tot de agglomeratie van Monterrey en bevindt zich ongeveer 15 kilometer ten westen van het centrum van Monterrey. Santa Catarina heeft 259.202 inwoners (census 2005) en is de hoofdplaats van de gemeente Santa Catarina.
Apodaca · Escobedo · García · Guadalupe · Juárez · Monterrey · Santa Catarina · San Nicolás de los Garza · San Pedro Garza García